# 朱安𣽤
會稽康敬王朱安𣽤（15世紀—16世紀），明朝周藩第一代會稽王，周惠王朱同䥝的庶第二十三子。

## 生平
弘治七年（1494年）六月，獲賜名安𣽤。弘治十六年（1503年）十二月，封會稽王。
嘉靖年間，朱安𣽤去世，享年五十四歲，諡號康敬。嫡長子朱睦杉於嘉靖二十五年（1546年）襲爵。

## 家庭

### 妻
- 王氏，南城兵馬副指揮王藤女，正德七年（1512年）閏五月冊為會稽王妃[5]

### 子
- 嫡長子：會稽宣懿王朱睦杉[4]